# Пелле-завойовник
«Пелле-завойовник» (дан. Pelle Erobreren, швед. Pelle erövraren) — дансько-шведський фільм-драма 1987 року, поставлений режисером Білле Аугустом за однойменним романом данського письменника Мартіна Андерсена-Нексе (1910). Перший в данському кіно двосерійний фільм. Був удостоєний численних фестивальних і професійних номінацій і кінонагород, отримавши, зокрема, Золоту пальмову гілку 41-го Каннського кінофестивалю та премію «Оскар» у номінації за найкращий фільм іноземною мовою .

## Сюжет
1877 рік. Лассе Карлсон, літній вдівець-фермер, разом з восьмирічним сином Пелле на емігрантському судні полишають південні райони Швеції, що зубожіли, і вирушають на данський острів Борнгольм, про який вони мріяли, як про Землю Обітовану. На Борнгольмі Лассе влаштувався на роботу з дуже малим заробітком на фермі. Пелле впродовж двох років постійно піддається образам і приниженням, як іноземець. Проте, дорослішаючи, він не зневіряється і сподівається досягти кращого життя, про яке мріяв з батьком ще у Швеції.

## У ролях
| Пелле Венегор      | ···· | Пелле          |
| Макс фон Сюдов     | ···· | Лассе          |
| Ерік Паске         | ···· | управитель     |
| Бйорн Гранат       | ···· | Ерік           |
| Астрід Віллом      | ···· | пані Конгструп |
| Аксель Стребю      | ···· | пан Конгструп  |
| Труелс Асмуссен    | ···· | Руд            |
| Крістіна Тернквіст | ···· | Анна           |
| Карен Вегенер      | ···· | пані Ольсен    |
| Софі Гробель       | ···· | пані Сіне      |

## Цікаві факти
У 1986 році роман Мартіна Андерсена-Нексе вже був екранізований німецьким (НДР) режисером Крістіаном Штейнке, але не здобув собі міжнародного визнання.

## Художні особливості
Як відмічає оглядач порталу Allmovie Том Вінер (Tom Wiener),

Фільм залишає відчуття класичної драми у дусі післявоєнного італійського неореалізму, чесно показуючи щоденне життя утискуваних людей без виправдання або вибачення за жалюгідні умови їхнього існування.
Оригінальний текст (англ.)
The film has the feel of the classic Italian postwar neorealist dramas, honestly presenting the everyday lives of downtrodden people without apology or excuse for their miserable conditions.
— T. Wiener. Review on Pelle the Conqueror

## Визнання
| Нагороди та номінації фільму «Пелле-завойовник» | Нагороди та номінації фільму «Пелле-завойовник» | Нагороди та номінації фільму «Пелле-завойовник» | Нагороди та номінації фільму «Пелле-завойовник» | Нагороди та номінації фільму «Пелле-завойовник» | Нагороди та номінації фільму «Пелле-завойовник» |
| Рік                                             | Кінофестиваль/кінопремія                        | Категорія/нагорода                              | Номінант                                        | Результат                                       |                                                 |
| ----------------------------------------------- | ----------------------------------------------- | ----------------------------------------------- | ----------------------------------------------- | ----------------------------------------------- | ----------------------------------------------- |
| 1988                                            | 41-й Каннський міжнародний кінофестиваль        | Золота пальмова гілка                           | Пелле-завойовник                                | Перемога                                        |                                                 |
| 1988                                            | Премія «Золотий жук» / Швеція                   | Найкращий фільм                                 | Пелле-завойовник                                | Перемога                                        |                                                 |
| 1988                                            | Премія «Золотий жук» / Швеція                   | Найкращий актор                                 | Макс фон Сюдов                                  | Перемога                                        |                                                 |
| 1988                                            | Премія «Роберт» / Данія                         | Найкращий фільм                                 | Пелле-завойовник                                | Перемога                                        |                                                 |
| 1988                                            | Премія «Роберт» / Данія                         | Найкращий актор                                 | Макс фон Сюдов                                  | Перемога                                        |                                                 |
| 1988                                            | Премія «Роберт» / Данія                         | Найкращий актор другого плану                   | Бйорн Гранат                                    | Перемога                                        |                                                 |
| 1988                                            | Премія «Роберт» / Данія                         | Найкращий сценарій                              | Білле Аугуст                                    | Перемога                                        |                                                 |
| 1988                                            | Премія «Роберт» / Данія                         | Найкращий оператор                              | Йорген Перссон                                  | Перемога                                        |                                                 |
| 1988                                            | Премія «Роберт» / Данія                         | Найкращий художник-постановник                  | Анна Асп                                        | Перемога                                        |                                                 |
| 1988                                            | Премія «Роберт» / Данія                         | Найкращий монтаж                                | Янус Біллесков Янсен                            | Перемога                                        |                                                 |
| 1988                                            | Премія «Роберт» / Данія                         | Найкращий звук                                  | Нільс Арільд, Ларс Лунд                         | Перемога                                        |                                                 |
| 1988                                            | Премія «Боділ» / Данія                          | Найкращий фільм                                 | Пелле-завойовник                                | Перемога                                        |                                                 |
| 1988                                            | Премія «Боділ» / Данія                          | Найкращий актор                                 | Макс фон Сюдов                                  | Перемога                                        |                                                 |
| 1988                                            | Премія «Боділ» / Данія                          | Найкращий актор другого плану                   | Бйорн Гранат                                    | Перемога                                        |                                                 |
| 1988                                            | Премія «Боділ» / Данія                          | Найкраща акторка другого плану                  | Карен Вегенер                                   | Перемога                                        |                                                 |
| 1988                                            | Премія Європейської кіноакадемії                | Найкращий фільм                                 | Пелле-завойовник                                | Номінація                                       |                                                 |
| 1988                                            | Премія Європейської кіноакадемії                | Найкращий актор                                 | Макс фон Сюдов                                  | Перемога                                        |                                                 |
| 1988                                            | Премія Європейської кіноакадемії                | Найкращий молодий актор                         | Пелле Венегор                                   | Перемога                                        |                                                 |
| 1988                                            | Премія Європейської кіноакадемії                | Найкращий актор другого плану                   | Бйорн Гранат                                    | Номінація                                       |                                                 |
| 1988                                            | Національна рада кінокритиків США               | ТОП-10 фільмів                                  | Пелле-завойовник                                | Перемога                                        |                                                 |
| 1988                                            | Національна спілка кінокритиків США             | Найкращий актор                                 | Макс фон Сюдов                                  | 3-є місце                                       |                                                 |
| 1988                                            | Спільнота кінокритиків Нью-Йорка                | Найкращий оператор                              | Йорген Перссон                                  | 3-є місце                                       |                                                 |
| 1989                                            | Премія «Оскар»                                  | Найкращий фільм іноземною мовою                 | Пелле-завойовник                                | Перемога                                        |                                                 |
| 1989                                            | Премія «Оскар»                                  | Найкращий актор в головній ролі                 | Макс фон Сюдов                                  | Номінація                                       |                                                 |
| 1989                                            | «Золотий глобус»                                | Найкращий фільм іноземною мовою                 | Пелле-завойовник                                | Перемога                                        |                                                 |
| 1989                                            | Премія «Сезар»                                  | Найкращий фільм з Європейського Союзу           | Пелле-завойовник                                | Номінація                                       |                                                 |
| 1990                                            | Премія BAFTA                                    | Найкращий неангломовний фільм                   | Пелле-завойовник                                | Номінація                                       |                                                 |